# Alisia Dragoon
Alisia Dragoon est un jeu de plates-formes, mêlant action et aventure, sorti sur Mega Drive développé par Game Arts, en collaboration avec les studios Gainax et publié en 1992 par Sega.